# 九龍巴士67X線
九龍巴士67X線是香港的一條日間巴士路線，來往屯門（兆康苑）及旺角東站。本線開辦時，正值運輸署實施公共交通協調政策，實施屯門元朗新開辦的巴士線不得越過深水埗的規定，以保障前地鐵荃灣線的利益，但因為輕鐵專區實施，九巴被迫取消所有輕鐵專區範圍內的巴士線，以及來往市區的巴士不准在區內上落客的措施。運輸署為了讓九巴接受上述措施，特別容許九巴開辦來往屯門元朗的新線並越過深水埗。本線、58X線和59X線，便是交通協調政策首批破格的巴士線。本線在美孚至旺角區，不論在停站點、走線、終站，均與58X及59X相同。

## 歷史
屯門區議員於1985年向兆康苑居民進行巴士服務調查，結果發現居民對往返市區巴士服務需求殷切，於是向九巴及運輸署提出要求開辦新路線來往兆康苑及旺角。九巴順應民意，在《八六至八八年路線發展計劃》中建議在1986年8月開辦67X線。惜計劃提出當時，正值運輸當局厲行「公共交通協調政策」，規定由屯門、元朗之屋邨開出的巴士路線，不得延伸至深水埗以南；同時，運輸司認為巴士總站空間不足，而且新路線一旦獲准開辦，會與地下鐵路造成競爭，故此裁定建議不獲接納。
運輸署於1987年12月提出折衷方案，開辦新路線來往兆康苑及深水埗，然此方案未為地區人士完全接納，彼等仍爭取67X線直達旺角。另一方面，輕便鐵路於1988年通車時，輕鐵專區亦會同步實施，九巴所有屯門區內巴士路線改由輕鐵及接駁巴士取代。為平息區內居民及區議員不滿，運輸署在1988年7月特准新路線不受協調政策制限，以旺角區為總站，並利用屯門區內線取消後剩餘巴士資源開辦，擬於8月16日投入服務。
輕鐵原定於1988年8月8日通車，然而其在試車時事故頻生，最終延遲至9月18日方通車；期間九巴仍需營辦部份屯門區內線，故需待有關路線取消後，才可騰出車輛及巴士總站開辦新路線。
直至1988年9月25日，本線才能開辦，當時因輕鐵專區法例，屯門區沿途巴士站，只供落車，但當時獲得運輸署特准以旺角而非深水埗為總站。
- 1991年3月31日：增加分段收費及小童半價優惠。
- 1993年6月1日：配合輕鐵專區法例修改；增設分段收費。
- 1994年5月20日：不經兆康苑對開的一段青山公路，改經現時的青山公路-嶺南段。
- 1995年3月20日：本線以非空調巴士混合空調巴士行走
- 1997年12月1日：空調巴士增設分段收費
- 2001年9月30日：本線與其餘2條以旺角火車站為總站的屯門區巴士線（即58X及59X）全線以空調巴士行走
- 2006年1月21日：不經井財街，改經青山公路-新墟段，試行3個月。但3個月後，本線沒有改回原來的路線。
- 2007年12月2日：配合兩鐵合併，旺角火車站改稱旺角東站。
- 2008年6月8日：九巴加價。（由$10.7加至$11.3，屯門區內短途分段收費由$3.5加至$3.7。）
- 2011年5月15日：九巴加價。（由$11.3加至$11.7，屯門區內短途分段收費由$3.7加至$3.9。）
- 2013年3月17日：九巴加價。（由$11.7加至$12.3，屯門區內短途分段收費由$3.9加至$4.1。）
- 2013年10月5日:加停屯門公路巴士轉乘站，並與其他路線提供轉乘優惠[8]。
- 2014年7月6日：九巴加價。（由$12.3加至$12.8，屯門區內短途分段收費由$4.1加至$4.3。）
- 2015年3月21日：增設到站時間預報。[9]
- 2015年12月19日：增設由屯門公路轉車站往兆康苑之$8.4分段收費。
- 2016年10月31日：往旺角東鐵路站方向增設與234X線之八達通轉乘優惠，以配合267S線取消服務。
- 2017年7月1日：為配合九巴專營權延續，推行學生長途路線即日回程半價折扣優惠計劃。
- 2018年6月17日：往兆康苑方向在青麟路近兆康路增設分站。

## 服務時間及班次
| 屯門（兆康苑）開 | 屯門（兆康苑）開 | 屯門（兆康苑）開 | 旺角東站開       | 旺角東站開  | 旺角東站開   |
| 日期             | 服務時間         | 班次（分鐘）     | 日期             | 服務時間    | 班次（分鐘） |
| ---------------- | ---------------- | ---------------- | ---------------- | ----------- | ------------ |
| 星期一至五       | 05:25-05:55      | 15               | 星期一至五       | 06:30       | 06:30        |
| 星期一至五       | 06:07            | 06:07            | 星期一至五       | 06:42-07:27 | 15           |
| 星期一至五       | 06:19-07:00      | 10/11            | 星期一至五       | 07:27-11:27 | 20           |
| 星期一至五       | 07:00-08:00      | 6/7              | 星期一至五       | 11:27-14:27 | 15           |
| 星期一至五       | 08:08、08:18     | 08:08、08:18     | 星期一至五       | 14:27-17:15 | 12           |
| 星期一至五       | 08:30-11:00      | 15               | 星期一至五       | 17:15-17:24 | 9            |
| 星期一至五       | 11:00-14:00      | 12               | 星期一至五       | 17:24-18:14 | 10           |
| 星期一至五       | 14:00-18:30      | 15               | 星期一至五       | 18:14-18:25 | 11           |
| 星期一至五       | 18:30-22:50      | 20               | 星期一至五       | 18:25-19:37 | 12           |
| 星期一至五       | 23:15            | 23:15            | 星期一至五       | 19:37-20:40 | 10/11        |
|                  |                  |                  | 星期一至五       | 20:40-22:40 | 12           |
| 22:40-00:40      | 15               |                  | 星期一至五       |             |              |
| 星期六           | 05:25-06:25      | 15               | 星期六           | 06:30-11:30 | 20           |
| 星期六           | 06:25-06:49      | 12               | 星期六           | 11:30-12:30 | 15           |
| 星期六           | 06:49-07:00      | 11               | 星期六           | 12:30-17:30 | 12           |
| 星期六           | 07:00-08:30      | 10               | 星期六           | 17:30-19:00 | 10           |
| 星期六           | 08:45            | 08:45            | 星期六           | 19:00-20:00 | 12           |
| 星期六           | 09:00-18:00      | 12               | 星期六           | 20:00-21:00 | 15           |
| 星期六           | 18:00-19:30      | 15               | 星期六           | 21:00-23:00 | 12           |
| 星期六           | 19:30-22:50      | 20               | 星期六           | 23:00-00:00 | 15           |
| 星期六           | 23:15            | 23:15            | 星期六           | 00:00-00:40 | 20           |
| 星期日及公眾假期 | 05:25-07:45      | 20               | 星期日及公眾假期 | 06:30-11:30 | 20           |
| 星期日及公眾假期 | 07:45-11:00      | 15               | 星期日及公眾假期 | 11:30-13:15 | 15           |
| 星期日及公眾假期 | 11:00-17:00      | 12               | 星期日及公眾假期 | 13:15-18:15 | 12           |
| 星期日及公眾假期 | 17:00-18:00      | 15               | 星期日及公眾假期 | 18:15-21:00 | 15           |
| 星期日及公眾假期 | 18:00-20:20      | 20               | 星期日及公眾假期 | 21:00-23:12 | 12           |
| 星期日及公眾假期 | 20:20-21:50      | 15               | 星期日及公眾假期 | 23:25       | 23:25        |
| 星期日及公眾假期 | 21:50-22:50      | 20               | 星期日及公眾假期 | 23:40-00:40 | 20           |
| 星期日及公眾假期 | 23:15            |                  |                  |             |              |

## 收費
全程：$13.9
- 兆康苑往屯門官立中學或之前：$4.8
- 美孚站往旺角東站：$6.9
- 旺角警署往旺角東站：$5.6
- 屯門公路轉車站往兆康苑：$9.2
- 屯門官立中學往兆康苑：$4.8

| - 本線設有12歲以下小童及65歲或以上長者半價優惠。 - 65歲或以上香港居民使用「樂悠咭」，以及12歲以下合資格殘疾兒童使用「殘疾人士身份」個人八達通繳付車資，均可享有每程$2.0或半價（以較低者為準）的票價優惠；12至64歲合資格殘疾人士使用「殘疾人士身份」個人八達通（包括「樂悠咭」），以及60至64歲香港居民使用「樂悠咭」繳付車資，均可享有每程$2.0或全費（以較低者為準）的票價優惠。 - 65歲或以上長者如使用長者或一般個人八達通繳付車資，則只可享有半價優惠；12至64歲合資格殘疾人士如不使用「殘疾人士身份」個人八達通，以及60至64歲人士如不使用「樂悠咭」繳付車資，必須繳付全費。 - 乘客可以現金或八達通於上車時付款，不設找續。 - 每位成人乘客可免費攜帶最多兩名4歲以下而不佔座位的兒童乘客乘車，超額之4歲以下小童必須繳付小童車費乘車。 - 持有「九巴月票」之乘客在車票有效期內，每日可享最多10程任何九龍巴士及龍運巴士路線（包括本路線，以及聯營路線的九龍巴士／龍運巴士提供的班次；惟乘搭機場「A」及「NA」線則可享原價二七折優惠（不會計算每天10次合資格車程））；而B1線則每日可享最多各2程（不會計算每天10次合資格車程）。 - 九龍巴士、城巴、龍運巴士及陽光巴士全職員工及家屬（不包括外判職員）可免費乘搭本路線，惟必須拍職員或職員家屬八達通。 - 乘客亦可透過多元化電子支付系統（e度嘟）繳付車資，包括使用非接觸式VISA卡、JCB卡、萬事達卡、銀聯卡、美國運通、大來國際、Discover Card、Apple Pay、Google Pay、Samsung Pay、AlipayHK「易乘碼」、支付寶、WeChatHK／微信支付「搭車碼」、銀聯雲閃付「乘車碼」及BOC Pay「乘車碼」。乘客使用此付款方式，使用此支付方式的乘客可享有中途下車之分段收費，以及與其他九巴／龍運獨營路線或聯營線九巴／龍運班次之轉乘優惠，惟不適用於與非九巴／龍運路線之轉乘優惠，亦不能享有「公共交通費用補貼計劃」及「長者及合資格殘疾人士公共交通票價優惠計劃」。 - 帶粗體字者為雙向分段收費，乘客必須使用八達通（九巴月票除外）上車拍卡繳費，並於下車前後於指定巴士站裝設拍卡機確認八達通，方可享有分段收費優惠 |

### 八達通轉乘優惠
乘客登上本線往旺角後150分鐘內以同一張八達通卡轉乘18往愛民，或從18往深水埗登車後150分鐘內以同一張八達通卡轉乘本線往兆康苑，次程可獲$4.2車資折扣優惠。

## 使用車輛
本線開辦初期，主要採用利蘭勝利二型行駛，到了1990年代中後期才改用載客量較大的3軸11米巴士行駛。
本線全冷初期，除了採用富豪奧林比安巴士外，還有1998年都普車身丹尼士三叉戟巴士及1999年樣辦丹尼士三叉戟巴士（車牌HZ6751，後改為NG6783）行駛。在2004年10月開始，九巴陸續把亞歷山大丹尼士Enviro 500引入本線。
2007年9月至2009年3月，本線於下午時段會與960線交換4輛巴士行走。
2008年5月，因應駛經彌敦道的巴士路線的低地台掛牌車必須是歐盟3型或以上引擎排放的巴士，所以原有的歐盟2型引擎巴士（3輛1998年都普車身丹尼士三叉戟巴士及1999年樣辦丹尼士三叉戟巴士，已退役）被換走，由於旺角東鐵路站巴士總站的坑位問題，因此換入了4輛原本行駛260X線的2002年丹尼士三叉戟巴士（KU8216、KU8269、KU8278、KU8374）。
2009年12月25日，因應用車調動，本線換入4輛猛獅24.310（配置歐盟3型引擎，KR4948、KR5192、KR6080、KR6870）。原本行駛本線的4輛2002年丹尼士三叉戟巴士（KU8216、KU8269、KU8278、KU8374）則調到259D線。
2021年7月18日，適逢九龍巴士P960線開辦，本線於屯門一方總站的地理位置極之接近P960的兆康站總站；故此，同月九巴安排了全新上層設55座普通紅巴座椅的富豪B8L上牌本線及67M線，以方便車務調動，並取代部分車齡稍舊的同款車型。
現時本線使用4輛Enviro500 MMC 12.8米（5輛ATENU）及12輛富豪B8L（10輛12米V6B），均屬屯門車廠。
| 車隊編號  | 車牌   |
| --------- | ------ |
| ATENU1313 | VE6799 |
| ATENU1340 | VH5424 |
| ATENU1347 | VJ2349 |
| ATENU1632 | VT1913 |
| ATENU1641 | VT3196 |
| V6B34     | WD1503 |
| V6B38     | WD4105 |
| V6B41     | WD2732 |
| V6B48     | WD6678 |
| V6B55     | WF1944 |
| V6B58     | WF2361 |
| V6B66     | WF6099 |
| V6B67     | WF6380 |
| V6B68     | WF4942 |
| V6B82     | WF9621 |

## 行車路線
屯門（兆康苑）開經：兆康路、青麟路、藍地交匯處、青山公路（嶺南段、新墟段、青山灣段）、屯興路、屯門公路、屯門公路巴士轉乘站、屯門公路、荃灣路、葵涌道、長沙灣道、彌敦道、旺角道、洗衣街、亞皆老街及聯運街。
旺角東站開經：聯運街、弼街、洗衣街、亞皆老街、彌敦道、長沙灣道、荔枝角道、葵涌道、荃灣路、屯門公路、屯門公路巴士轉乘站、屯門公路、屯興路、青山公路（青山灣段、新墟段、嶺南段）、藍地交匯處、青麟路及兆康路。

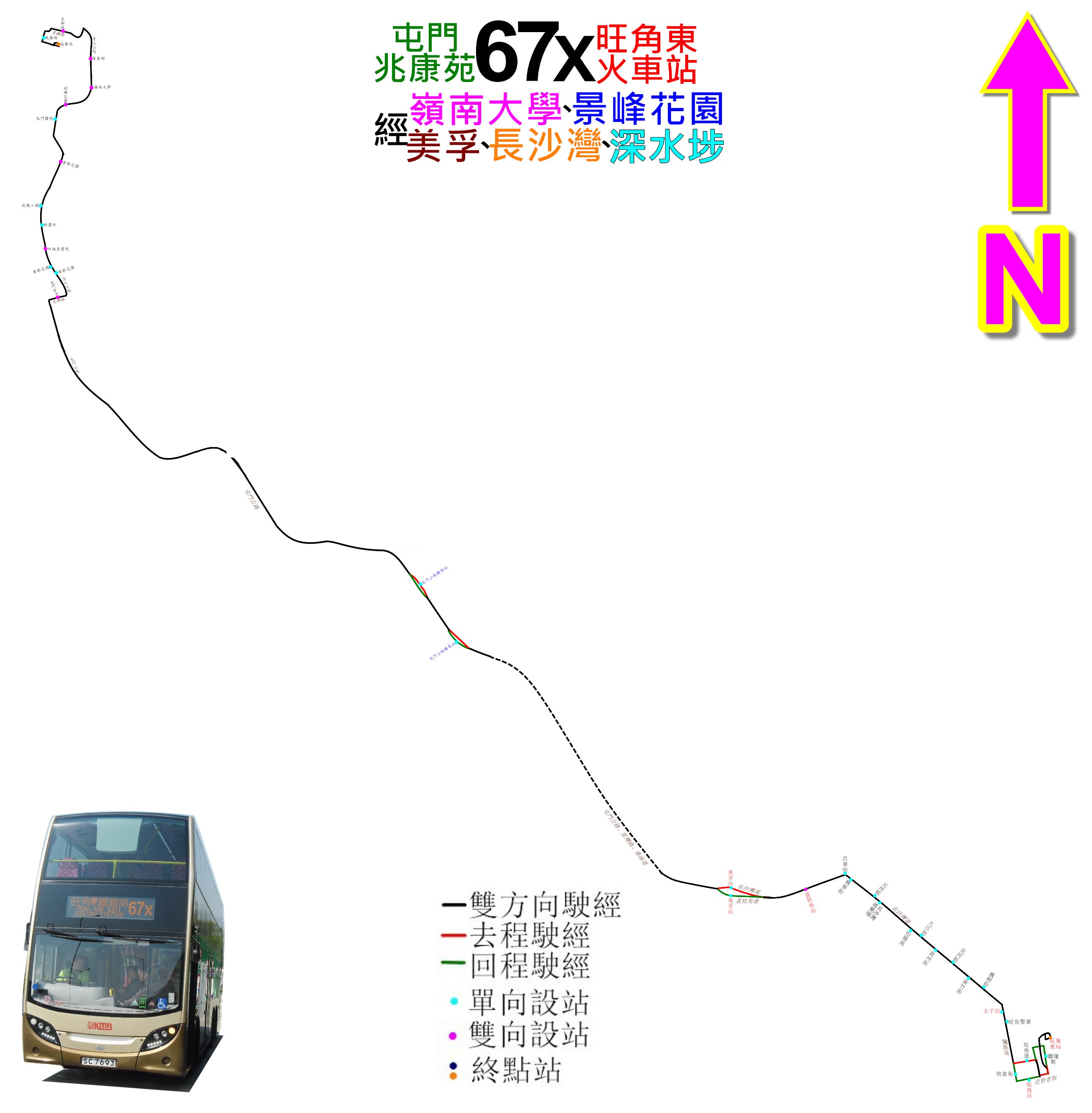
此線的走線圖

具體停站請參考資訊框

## 使用量
大欖隧道啟用前，兆康苑居民前往九龍，可以在虎地巴士站乘搭68X線；新墟居民也可選用與此路線重疊的58X, 63X, 69X。令本線一度步入黑暗期，直至大欖隧道通車後元朗區路線大幅重組而不再途經屯門區，加上富泰邨、欣田邨相繼入伙和嶺南大學擴建，客量明顯增加，班次亦相應地加密。

## 外部連結
- 九巴67X線官方網站路線資料 （页面存档备份，存于）
- 九巴67X線詳細時間表 （页面存档备份，存于）
- 67X資料-i-busnet （页面存档备份，存于）
- 67X路線介紹-681巴士總站 （页面存档备份，存于）
- 香港巴士大典上的相关条目：九巴67X線